# ادموند کرامر
ادموند کرامر (انگلیسی: Edmond Kramer; ۸ دسامبر ۱۹۰۶ – ۱ ژانویهٔ ۱۹۴۵) بازیکن و مربی فوتبال اهل سوئیس بود.
از باشگاه‌هایی که در آن بازی کرده‌است می‌توان به باشگاه فوتبال سروت ۱۸۹۰، باشگاه فوتبال آمیان، مون‌پلیه و نیس اشاره کرد.